# Чесання

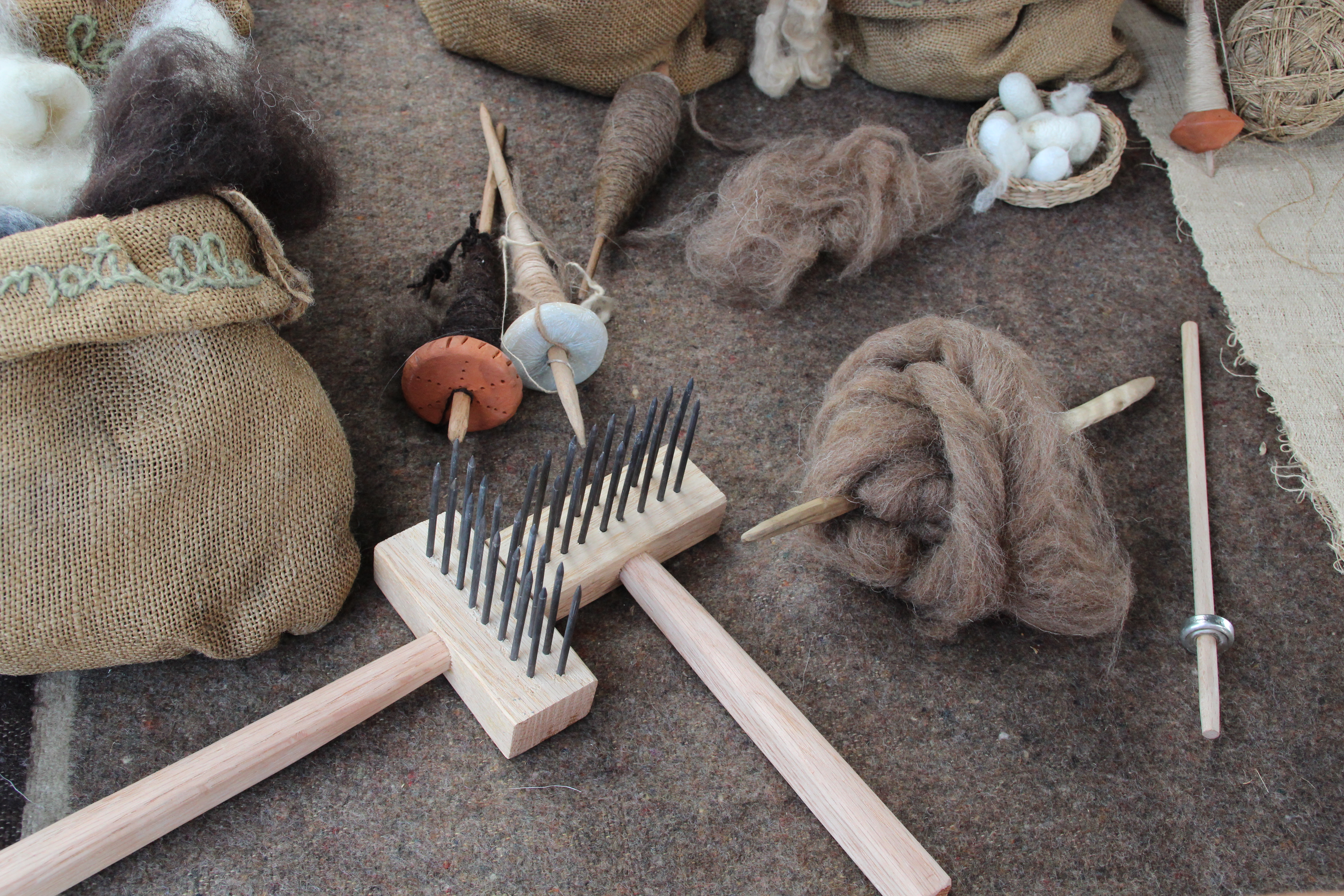
Гребінки для первинного чесання

Чеса́ння — механічна обробка текстильної сировини (льону, бавовни, конопель, вовни), що полягає у розділенні волокон, очищенні їх від засмічуючих домішок та перетворення розпушеної маси на готову кужіль. Чесання також відоме як ми́кання, звідси походить і інша назва кужелі — «мичка».
У чесанні виділяють два етапи: первинне (гребінне) чесання і вторинне (кардне чесання, кардування, пачісування). Процес чесання льону, конопель, бавовни слідує за процесом тіпання — звільнення волокон від костриці (у бавовни — від насіння).

## Ручне чесання

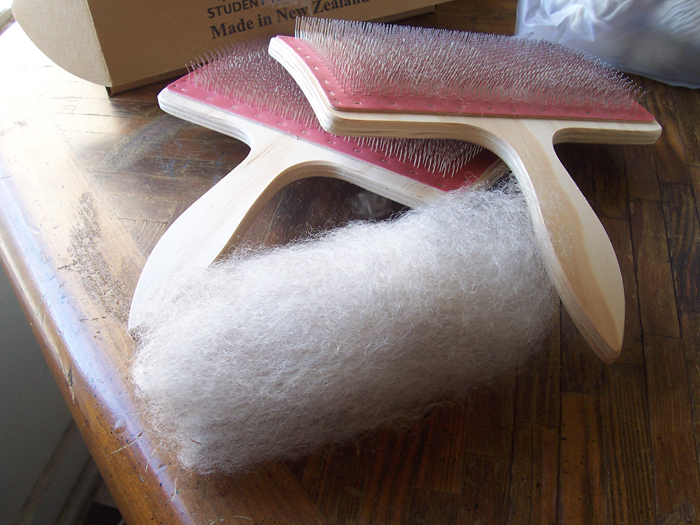
Щітки для ручного пачісування

До поширення промислового текстильного виробництва чесання проводили вручну, за допомогою знарядь, відомих під загальною назвою «чесалок». Для первинного, грубішого чесання використовували гребінки (або «залізні щіті») — дерев'яні дошки з набитими металевими зубцями. Круглі щітки з такими зубами називалися дергальними щітками чи де́ргавками. Жмут витіпаного льону або конопель протягували через зубці (це називалося «щітити»), розпрямляючи волокна і очищаючи їх від домішок — довгих і грубих волокон, решток костриці. Вичісані відходи, відомі як клоччя, погано підходять для прядіння, але з них могли виробляти грубі нитки («вал», «клочанку»), придатні для ткання грубого полотна — валовини (ряднини). З останньої робили мішки, рядна. Зістрижену і випарену вовну також чесали на гребінці, вирівнюючи її й очищаючи від сміття, це називалося «чухранням».
Для наступного етапу чесання, більш ретельного і тонкого («пачісування»), застосовували щітки («щіті», «пачесовачки») зі свинячої щетини або тонкого дроту. Процес здійснювався двома щітками — волокна «перетирали» між ними. Під час чесання щітками (це називалося «пачісувати льон») відходили дрібні м'які волокна — па́чо́си або пачіски́ (діал. «штим»). М'якіші і коротші, ніж волокна клоччя, вони підходили для виробництва не дуже тонких тканин — так званного гребінного або пачіснього полотна (гребі́нниці), призначеного для верхнього одягу. Випачісувані дуже короткі волокна, що залишалися після чесання, були відомі як «тринадцятка» — перший ґатунок кужелі. З неї виробляли найтонше полотно, яке теж звалося тринадцяткою. Воно призначалося для спідньої білизни.

## Машинне чесання

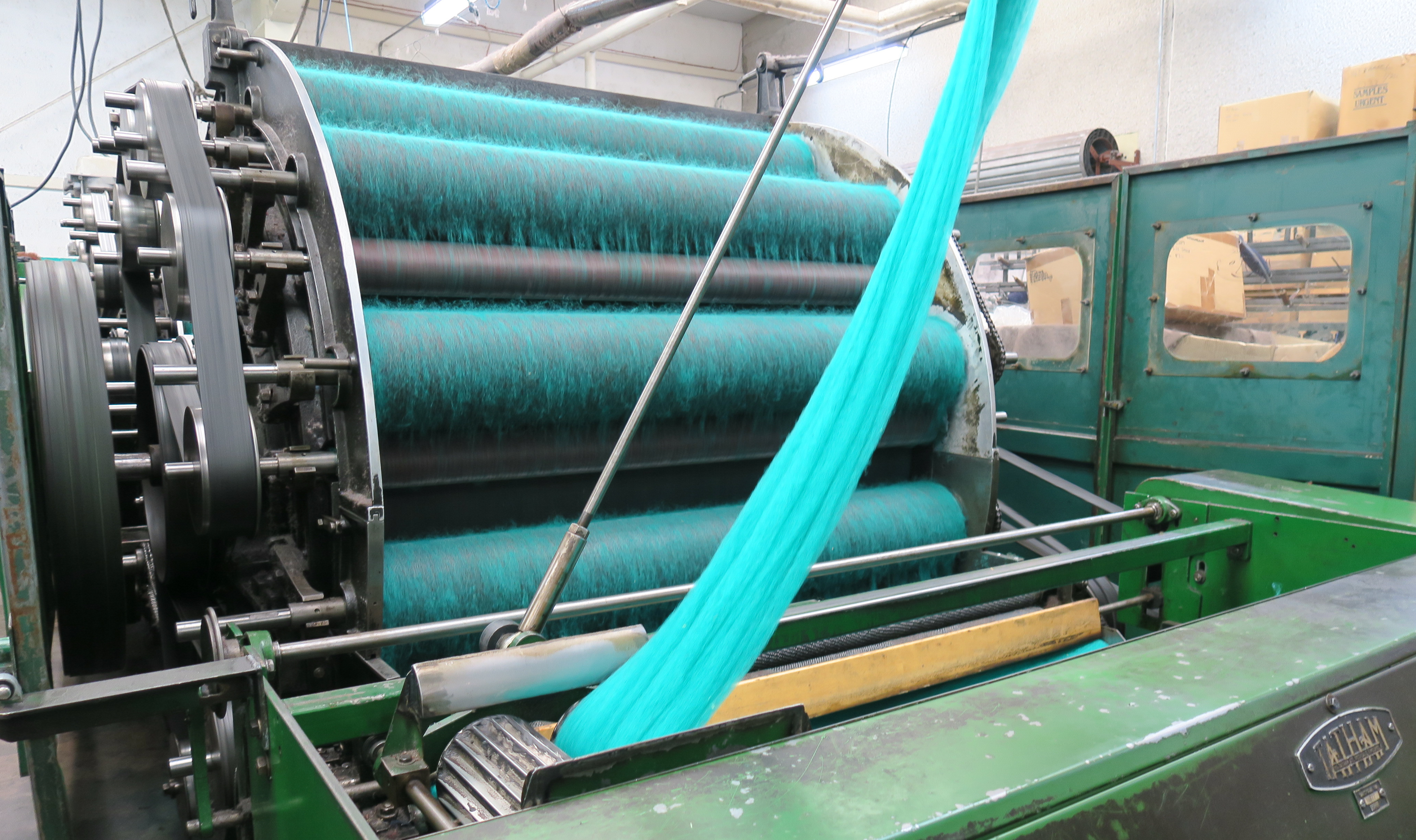
Кардова машина для вовни

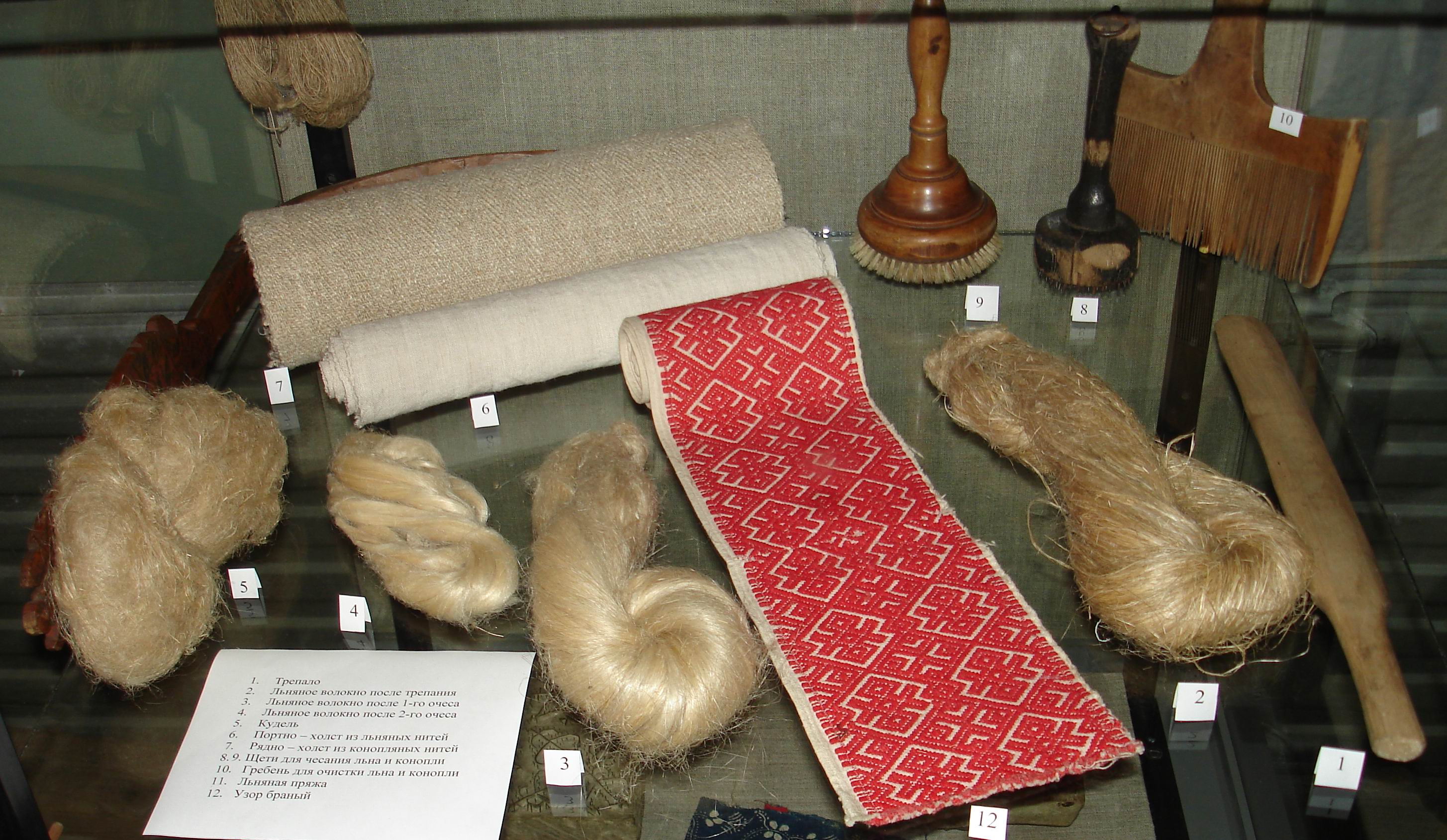
Експонати Пінезького краєзнавчого музею, Пінега, Архангельська область: 1) палиця-тіпалка, 2) лляне волокно після тіпання, 3) лляне волокно після первинного чесання гребінкою, 4) лляне волокно після пачісування, 5) кужіль, 6) сувій пачіснього полотна, 7) сувій ряднини, 8-9) щіті для пачісування, 10) гребінка, 12) північноросійський тканний візерунок

У текстильній промисловості для чесання використовують чесальні машини. Гребінне чесання виконують на гребенечесальних машинах, кардне — на кардочесальних.
Ретельніше і тонкіше чесання, що у ручній обробці здійснювалося щітками, у промисловості проводять на кардових машинах («кардах»), через що воно називається кардним або кардовим. Робочим органом таких машин є карди (від нім. Karde < лат. carduus — «ворсувальна шишка») — широкі стрічки із закріпленими на них голками, схожі на щітки. Колись замість кардових стрічок у таких машинах використовували ворсувальні (ворсильні) шишки — супліддя деяких рослин, таких як черсак.
Окрім того, для невеликих обсягів виробництва можуть застосовувати чесальні верстати, що складаються з двох барабанів, покритих кардовими стрічками.

## Вихідний продукт
У процесі чесання волокно льону і конопель розділяється на такі складові:
- Клоччя — відходи на першому етапі чесання льону і конопель. Через вміст довгих сплутаних волокон з дрібними частинками костриці клоччя не дуже підходить для прядіння, використовується переважно для затикання щілин у дерев'яних конструкціях (конопачення).
- Па́чо́си або пачіски́ — відходи на другому етапі чесання льону, вовни і бавовни (волокна двох останніх матеріалів не утворюють клоччя). М'якіші і коротші, ніж волокна клоччя, вони підходять для виробництва не надто тонких тканин.
- Кужіль — найтонші волокна, що залишаються після вичісування клоччя і пачісків. Залежно від якості початкової сировини, кужіль поділюють на три ґатунки. З кужелі третього ґатунку виробляють полотно для пошиття грубих мішків, рукавиць та ін., з кужелі другого ґатунку — полотно для штор, постільної білизни, тонких постілок. Кужіль першого ґатунку — сировина для виробництва тонкого полотна, використовуваного для пошиття одягу і спідньої білизни[28]

## Галерея
- Обробка льону: м'яття на терлиці, тіпання, чесання гребінкою
- Чесання щітками
- Чесання вовни щітками, прядіння на самопрядці, в'язання

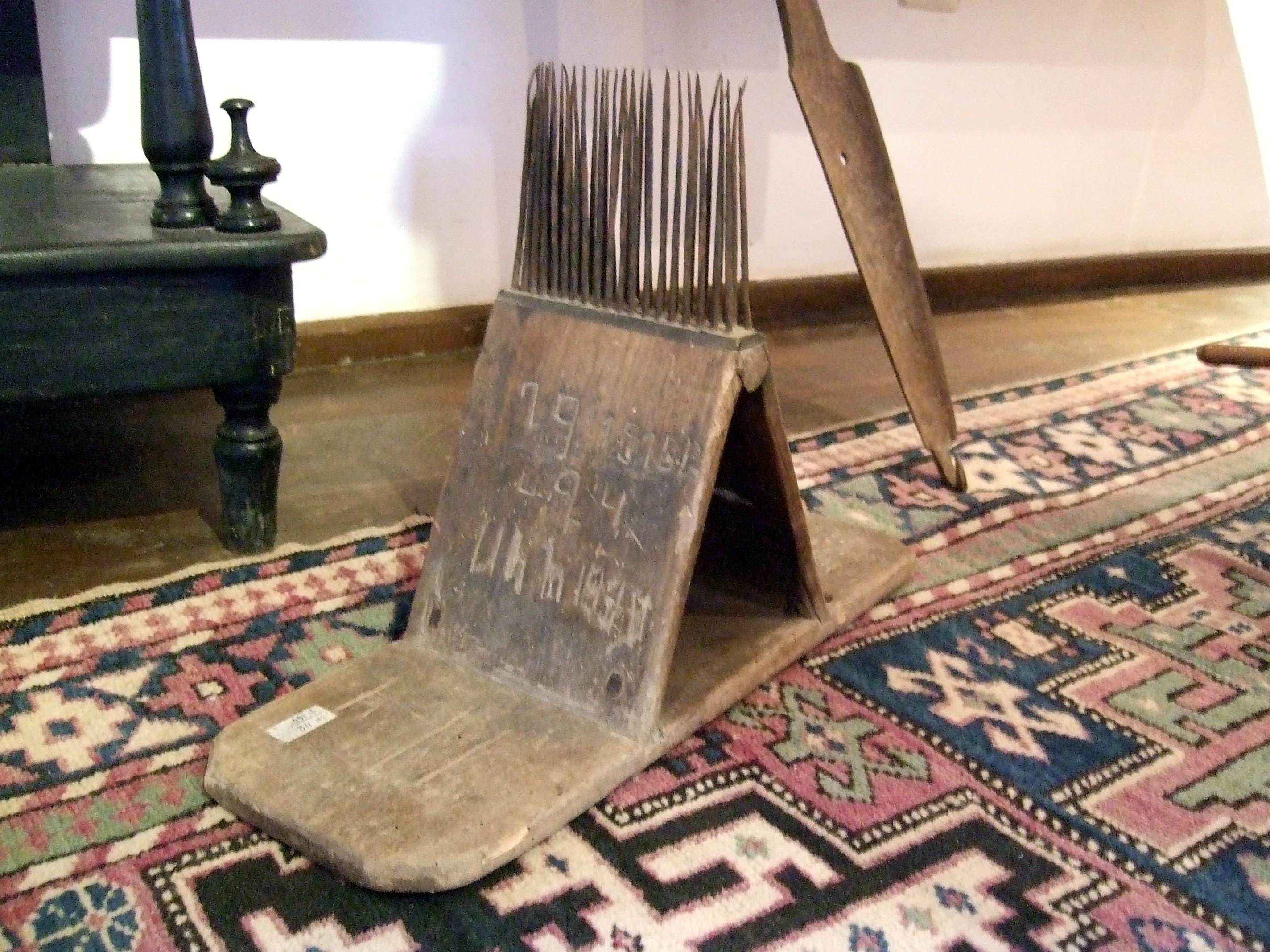
Гребінка для первинного чесання. Вірменія
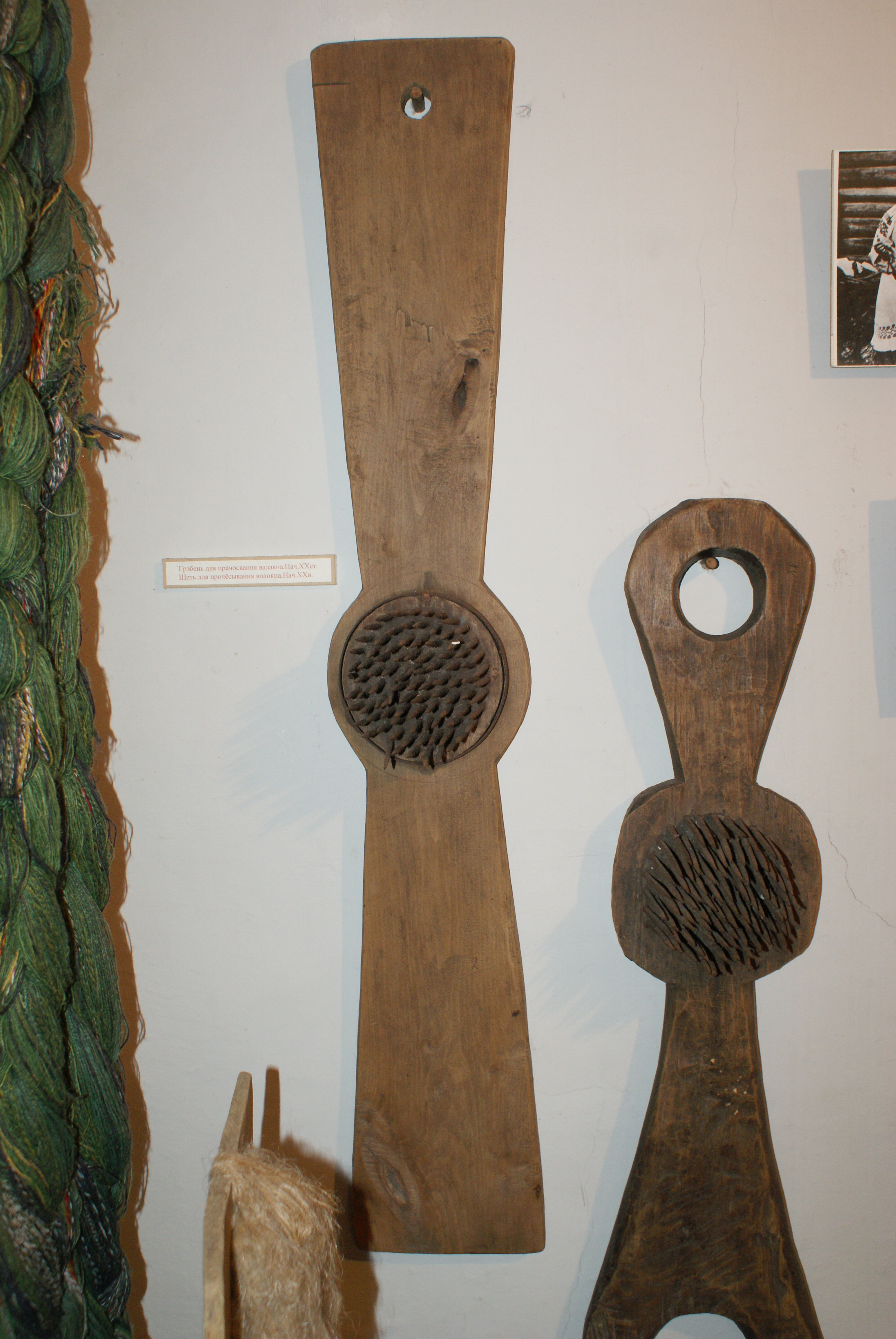
Гребінки для первинного чесання льону. Білорусь
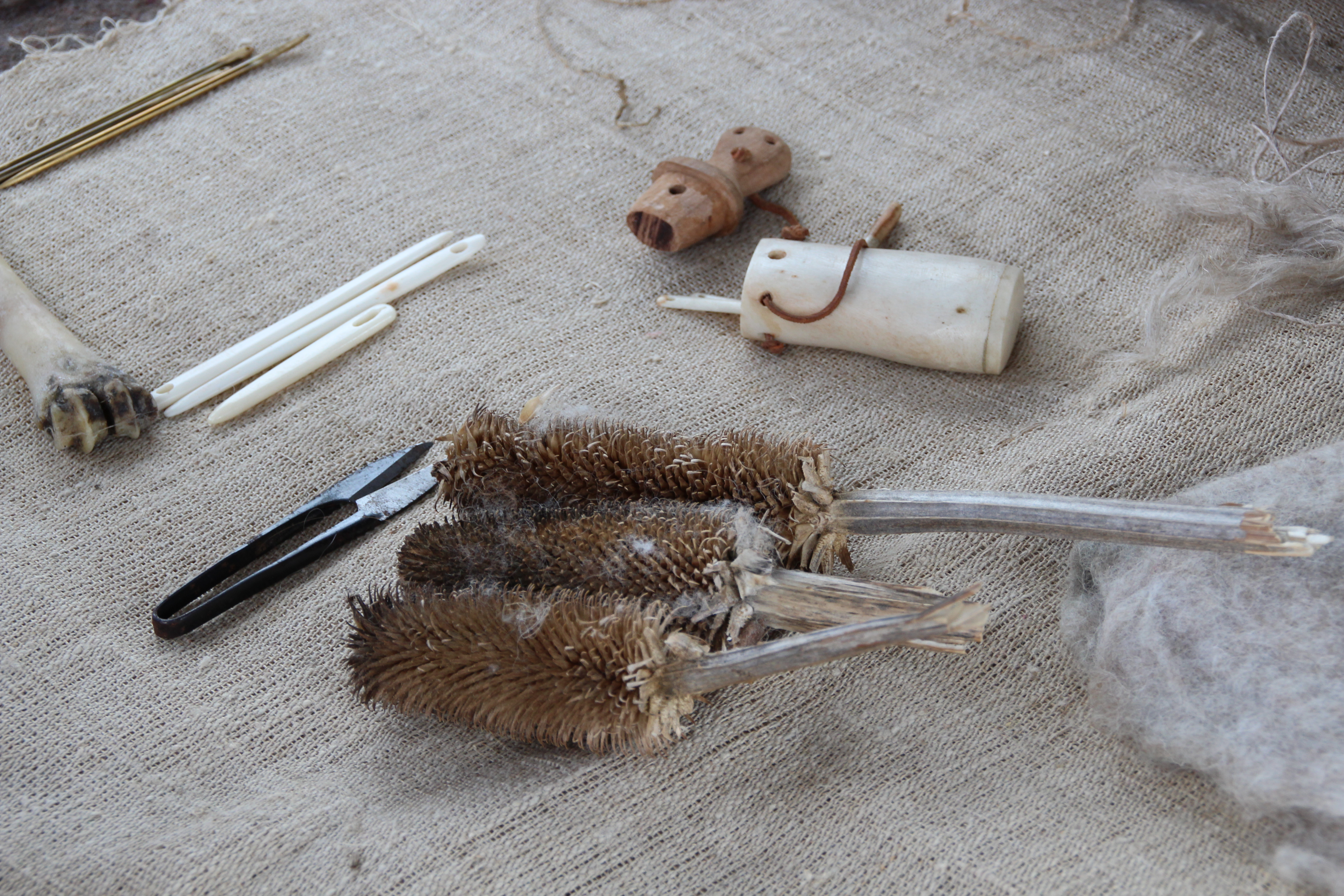
Ворсувальні шишки
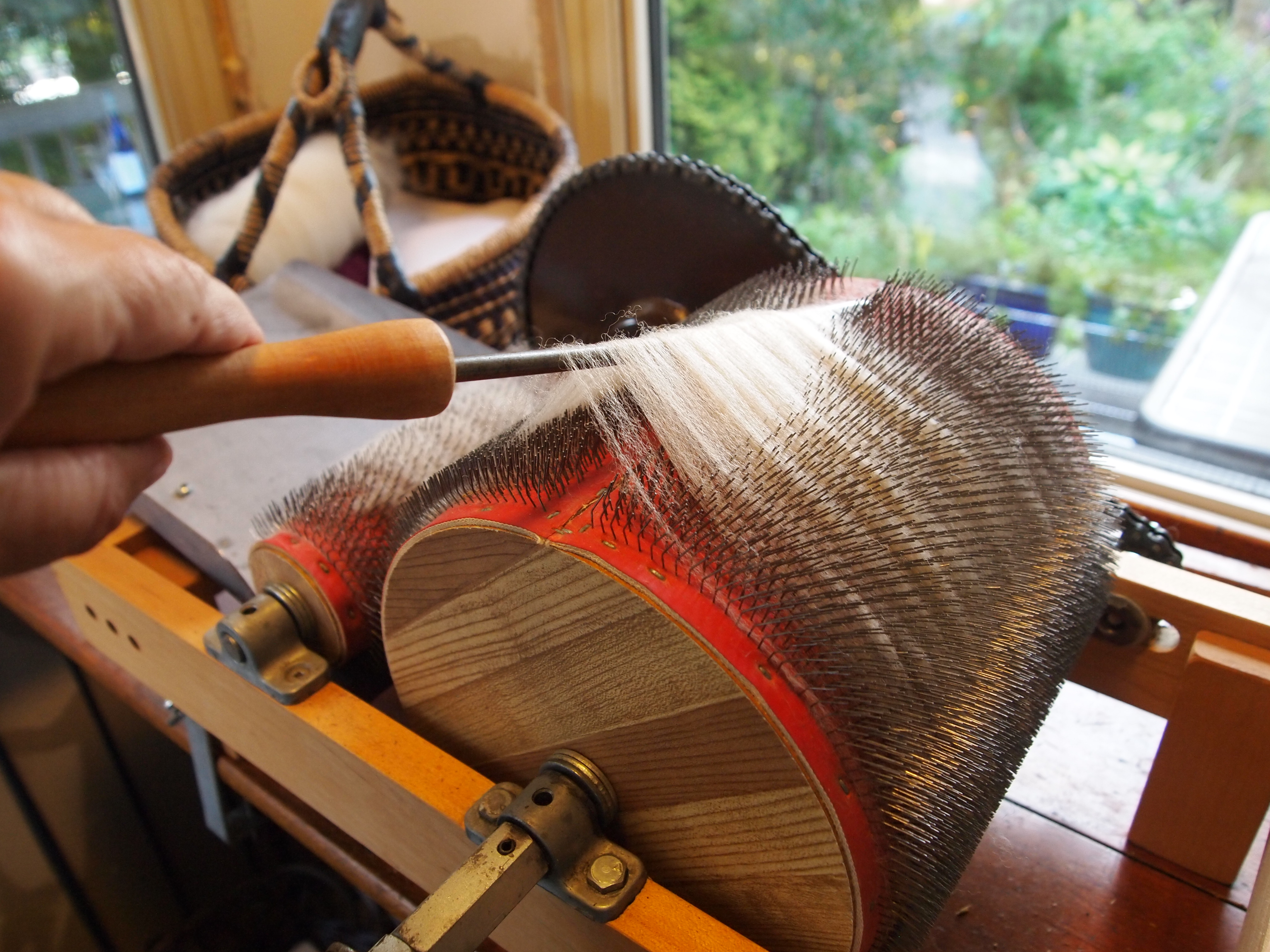
Ручний кардовий верстат